# Tocznikowate

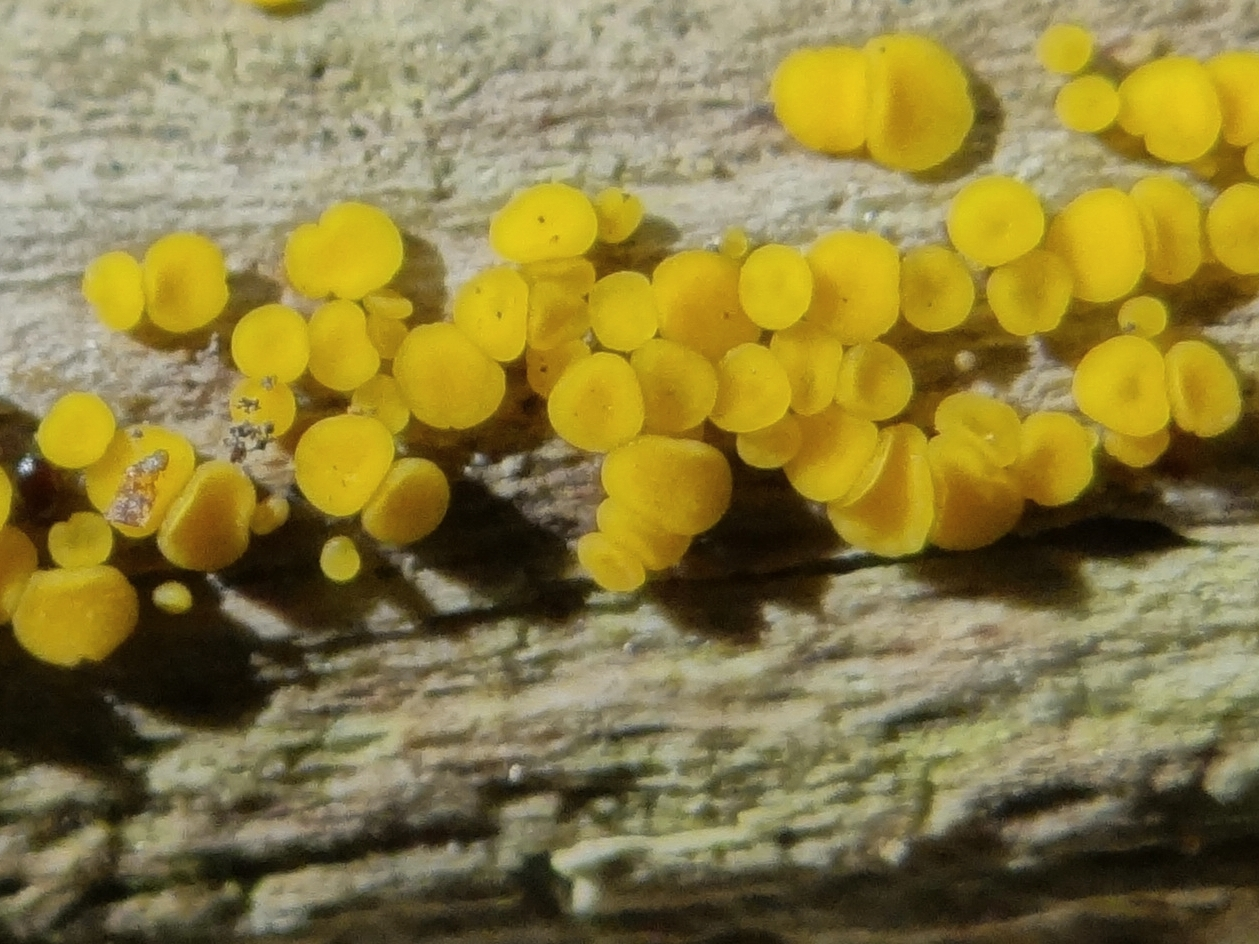
Owocniki dwuzarodniczki cytrynowej na gałęzi drzewa

Tocznikowate (Helotiaceae Rehm) – rodzina grzybów z rzędu tocznikowców (Helotiales).

## Charakterystyka
Są saprotrofami lub pasożytami roślin. Owocniki typu apotecjum, kubkowate, talerzowate, lub główkowate, siedzące lub na trzonkach. Zewnętrzna ich warstwa zbudowana jest z komórek szklistych, rzadko brązowych pryzmatoidalnych lub wielokątnych, wewnętrzna z komórek szklistych lub żółtawych. Worki 4–8–zarodnikowe, cylindryczno-wrzecionowate, amyloidalne, rzadko nieamyloidalne, czasami powstające z pastorałek. Askospory elipsoidalne, wrzecionowate lub nitkowate, z 1–3 przegrodami i ornamentowaną powierzchnią. Anamorfy typu hyphomycetes, tworzące sporodochia lub synnemy. Makrokonidia szkliste, nitkowate lub typu staurokonidium, ciemnobrązowe, powstające pojedynczo lub w łańcuchach. Mikrokonidia powstają na fialidach, są wielokonórkowe, rzadko pigmentowane.
Helotiaceae to jedna z największych rodzin w klasie Leotiomycetes i bardzo kontrowersyjna filogenetycznie. Wiele zaliczanych do niej rodzajów zostało przeniesione do innych rodzin, prawdopodobnie nadal jednak nie jest monofiletyczna i dokładne ustalenie filogenezy zaliczanych do niej rodzajów wymaga dalszych badań.

## Systematyka
Pozycja w klasyfikacji według Index Fungorum:
Helotiaceae, Helotiales, Leotiomycetidae, Leotiomycetes, Pezizomycotina, Ascomycota, Fungi.
Według aktualizowanej klasyfikacji Index Fungorum bazującej na Dictionary of the Fungi do rodziny tej należą rodzaje:
- Ascoconidium Seaver 1942
- Bisporella Sacc. 1884 – dwuzarodniczka
- Brackelia Zhurb. 2017
- Bryoscyphus Spooner 1984
- Calycella (Sacc.) Sacc. 1889
- Calyptellopsis Svrcek 1986
- Cyathicula De Not. 1863
- Dicephalospora Spooner 1987
- Dimorphospora Tubaki 1958
- Endoscypha Syd. 1924
- Eubelonis Höhn. 1926
- Glarea Bills & Paláez 1999
- Gloeotinia M. Wilson, Noble & E.G. Gray 1954
- Helicodendron Peyronel 1918
- Hispidula P.R. Johnst. 2003
- Hymenoscyphus Gray 1821 – pucharek
- Hymenotorrendiella P.R. Johnst., Baral & R. Galán 2014
- Kukwaea Suija, Motiej. & Zhurb. 2020
- Lambertellinia Korf & Lizon 1994
- Mytilodiscus Kropp & S.E. Carp. 1984
- Phaeohelotium Kanouse 1935
- Pithyella Boud. 1885
- Poculopsis Kirschst. 1935
- Pseudohelotium Fuckel 1870
- Pseudoniptera Velen. 1947
- Rehmiomyces Henn. 1904
- Roesleria Thüm. & Pass. 1877
- Roeslerina Redhead 1985
- Sageria A. Funk 1975
- Sphaeropeziella P. Karst. 1885
- Symphyosira Preuss 1853
- Symphyosirinia E.A. Ellis 1956
- Tatraea Svrcek 1993
- Xylogramma Wallr. 1833[2].

Nazwy naukowe na podstawie Index Fungorum.